# Правительственный вестник
Прави́тельственный ве́стник (рус. дореф. Правительственный Вѣстникъ) — ежедневная санкт-петербургская газета (1869—1917) при Главном управлении по делам печати (высшая цензурная инстанция при Министерстве внутренних дел Российской империи).

## История
Газета была учреждена на основании Высочайшего повеления 27 октября (8 ноября) 1868 года, которым было признано необходимым сосредоточить в одной общей для всех министерств и главных управлений официальной газете печатание различных правительственных распоряжений, объявлений и разъяснений.
Идея создания принадлежала министру внутренних дел А. Е. Тимашеву.
Выходила в Петербурге с 1 (13) января 1869 по 26 февраля (11 марта) 1917, кроме понедельников и иных послепраздничных дней; заменила газету «Северная почта». Публиковала распоряжения и сообщения правительства, отчёты о заседаниях Совета министров и Государственного совета, внутренние и зарубежные известия, статьи и рецензии на книги, биржевой указатель, метеосводки и другие материалы. С 1881 года при «Правительственном вестнике» издавалась еженедельная газета «Сельский вестник».
В марте 1917 года возобновила выход под названием «Вестник Временного правительства» (с 5 (18) марта по 24 октября (6 ноября) 1917 года) — как официальный орган Временного правительства. В рубрике «Извещения» газета печатала (в некоторых номерах) «списки секретных сотрудников» прежнего режима с кратким описанием их деятельности и их вознаграждения.
С 28 октября 1917 года той же редакцией (в том же здании бывшего Министерства внутренних дел на Фонтанке, 57) был начат выпуск газеты «Газета Временного Рабочего и Крестьянского правительства» — вместо газеты «Вестник Временного правительства», которая сохранила общие формат и дизайн «Правительственного вестника» и называла себя «официальным органом Совета Народных Комиссаров». Наряду с прежними газетными рубриками появилась рубрика «Тайные документы», где печатались некоторые секретные документы царского правительства предреволюционных лет. С начала января 1918 года газета перешла на реформированную орфографию — в отличие от прочих советских газет. С 20 января (2 февраля) 1918 года — «Газета Рабочего и Крестьянского Правительства»; выходила вплоть до 10 марта 1918 года, когда выпуск был прекращён.
22 ноября 1918 года выпуск «Правительственного вестника» был возобновлён Российским правительством, выходила в Омске, затем — в Иркутске до 5 января 1920 года.
С 9 января 1989 по 23 февраля 1992 года «Правительственный вестник» — официальный орган Совета министров, затем — Кабинета министров, затем — КОУНХ и МЭК СССР. В 1992 присоединена к газете правительства РФ «Российские вести», перешедшей на ежедневный выпуск.

## Главные редакторы
Пост главного редактора газеты в разное время занимали:
- Григорьев В. В. (с 1 января 1869 по 13 ноября 1870)
- Капнист П. И. (с 17 ноября 1870[2])
- Сушков С. П. (с 2 апреля 1874)
- Данилевский Г. П. (22 августа 1882—1890)
- Татаринов И. А. (и. о. с 8 декабря 1890)[2]
- Татищев С. С.
- Истомин В. К. (с 27 января 1891)
- Случевский К. К. (с 6 апреля 1891)[2]
- Кулаковский П. А. (с 1902 по 1905)
- Башмаков А. А. (с 1906 по 1913)[8]
- Войцехович М. В. (с 1910 по 1911, 1914)
- князь Урусов С. П. (с 1913 по 1916)
- Кубасов И. А. (с 1914)
- Бояркин В. Н. (с 20 февраля 1990 по 5 августа 1991)